# Dryopteris permagna
Dryopteris permagna là một loài dương xỉ trong họ Dryopteridaceae. Loài này được M.G.Price mô tả khoa học đầu tiên năm 1977.
Danh pháp khoa học của loài này chưa được làm sáng tỏ. 